# Niko Nicotera
Niko Nicotera (Gießen, ...) è un attore statunitense.

## Biografia
Nato a Gießen, in Germania, in una base militare americana. Dopo aver lasciato la Germania ha viaggiato con la famiglia in Italia e a Londra, dove ha studiato teatro classico all'Academy of Live and Recorded Arts.
È attivo in molte serie britanniche e statunitensi. Il suo ruolo più noto è quello di George "Ratboy" Skogstrom in Sons of Anarchy.

## Filmografia parziale

### Cinema
- Sympathy for Delicious, regia di Mark Ruffalo (2011)
- I Melt with You, regia di Mark Pellington (2011)
- California Solo, regia di Marshall Lewy (2012)
- Anarchia - La notte del giudizio (The Purge: Anarchy), regia di James DeMonaco (2014)
- Il segreto dei suoi occhi (Secret in Their Eyes), regia di Billy Ray (2015)
- Let Me Make You a Martyr, regia di Corey Asraf (2016)
- Sun Dogs, regia di Jennifer Morrison (2017)
- Richard Jewell, regia di Clint Eastwood (2019)
- Father Stu, regia di Rosalind Ross (2022)

### Televisione
- Musketeers - Moschettieri (La Femme Musketeer), regia di Steve Boyum – film TV (2004)
- Roma (Rome) – serie TV, un episodio (2007)
- Sons of Anarchy – serie TV, 38 episodi (2011-2014)
- True Blood – serie TV, un episodio (2011)
- The Mentalist – serie TV, episodio 4x19 (2012)
- CSI: NY – serie TV, episodio 9x06 (2012)
- Castle – serie TV, episodio 5x24 (2013)
- CSI - Scena del crimine (CSI: Crime Scene Investigation) – serie TV, episodio 14x18 (2014)
- Turn: Washington's Spies – serie TV, un episodio (2014)
- Gotham – serie TV, un episodio (2015)
- You’re The Worst – serie TV, 3 episodi (2017)
- Criminal Minds – serie TV, un episodio (2017)
- NCIS - Unità anticrimine (NCIS) – serie TV, un episodio (2018)
- The Rookie – serie TV, 2 episodi (2018-2019)
- The Orville – serie TV, un episodio (2019)
- Stumptown – serie TV, episodio 1x18 (2020)
- Good Girls – serie TV, 6 episodi (2021)

## Doppiatori italiani
Nelle versioni in italiano delle opere in cui ha recitato, Niko Nicotera è stato doppiato da:
- Raffaele Carpentieri in Richard Jewell, Stumptown
- Alessandro Campaiola in Sons of Anarchy
- Daniele Giuliani in The Mentalist
- Davide Lepore in CSI: NY
- Andrea Mete in Castle
- Roberto Gammino in CSI - Scena del crimine
- Alessandro Sanguigni in Gotham